# Football Manager 2021
Football Manager 2021 officiellement abrégé en FM 2021 est le seizième opus de la série du jeu de gestion de football, Football Manager.
Cette simulation met le joueur dans le rôle de manager et entraîneur de son club favori.  Il faut gérer transferts de joueurs, tactiques et dépenses pour emmener son équipe au sommet pour par exemple, faire du scouting, soit dénicher des jeunes talents dans le jeu qui perceront plus ou moins tard sur les terrains.